# Argulidae
La familia Argulidae, cuyos miembros se conocen comúnmente como piojos de la carpa o piojos de los peces, son crustáceos parásitos de la clase Ichthyostraca. Es la única familia de la subclase monotípica Branchiura y del orden Arguloida, aunque se ha propuesto una segunda familia, Dipteropeltidae.

## Géneros
- Argulus Müller O.F., 1785
- Chonopeltis Thiele, 1900
- Dipteropeltis Calman, 1912
- Dolops Audouin, 1837